# Педро Фернандес де Кордова и Пачеко
Педро Фернандес де Кордова и Пачеко (исп. Pedro Fernández de Córdoba y Pacheco; 1470, Агилар-де-ла-Фронтера — 24 января 1517, Олиас-дель-Рей) — испанский аристократ, 7-й сеньор де Агилар-де-ла-Фронтера (1501—1517), 1-й маркиз Приего (с 1501 года). Он стал одним из самых могущественных людей в Андалусии, но после смерти королевы Изабеллы I Кастильской (1451—1504) поддержал её дочь Хуану Безумную (1479—1555) против короля Фердинанда II Арагонского (1452—1516), который стал регентом Кастилии. После серьезных беспорядков в Кордове в 1508 году он был вынужден сдаться на милость короля, был арестован и отправлен в ссылку. Позднее его помиловали и разрешили вернуться домой.

## Происхождение

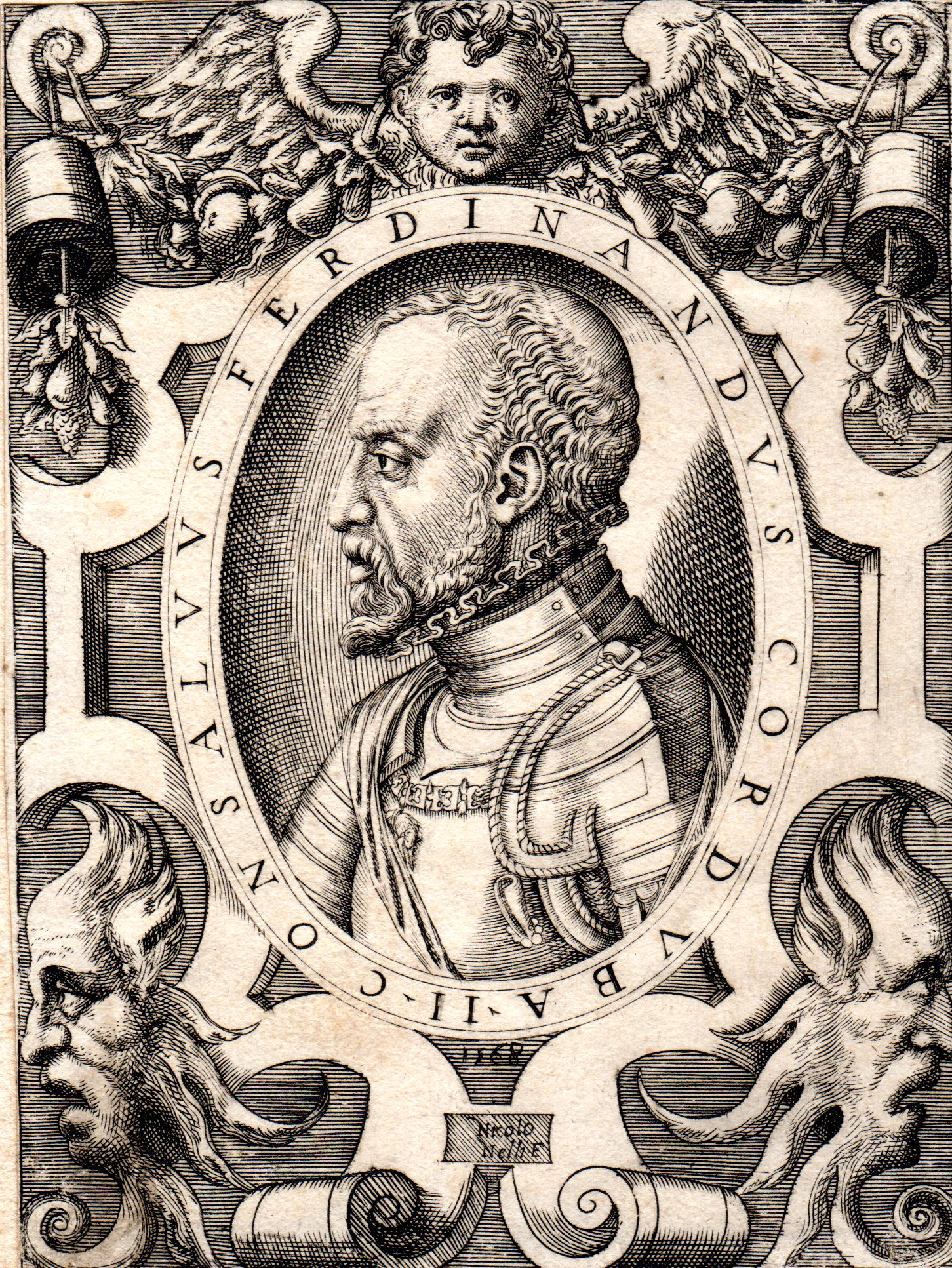
Гонсало Фернандес де Кордова (Великий Капитан), дядя Педро Фернандеса де Кордовы и Пачеко, маркиза де Прьего

Дом Кордовы, или Фернандес де Кордова, происходил из домов Темез и Муньос, двух кастильско-леонских дворянских семей, которые поднялись по социальной лестнице во время Реконкисты и повторного заселения долины Гвадалквивир в Андалусии. Семья Темез возникла в Галисии и происходит от Нуньо Фернандеса, сеньора де Темеза и Чантады, во времена правления королей Фердинанда II Леонского, Альфонсо IX Леонского и Фердинанда III Кастильского. Нуньо Фернандес сопровождал Фердинанда III в завоевании Андалусии и получил известность в битвах за Баэсу, Хаэн, Кордову и Севилью.
Второй сын Нуньо Фернан Нуньес (? — 1283), участвовал в захвате Кордовы и был вознагражден обширными землями в Севилье и Кордове. Его можно считать основателем дома Кордовы. Фернан Нуньес женился на Оре Муньос, дочери Доминго Муньоса, алькальда Андухара, первого главного альгвазила Севильи и первого алькальда города Дос-Эрманас. Доминго Муньос также сыграл известную роль в отвоевании Андалусии в битвах при Андухаре, Убеде, Баэсе, Кордове и Севилье. Сыном Фернана Нуньеса и Оры Муньос был Альфонсо Фернандес де Кордова (? — 1327), 2-й сеньор дома Кордовы и первый, кто использовал название города в качестве своей фамилии.
Его первый сын, Фернандо Альфонсо де Кордоба (? — 1343), 1-й сеньор де Каньете-де-лас-Торрес, был наследственным королевским Alcaide de los donceles. Его второй сын, Мартин Альфонсо де Кордова, основал ветвь сеньоров де Монтемайор, родоначальников графов де Алькаудете. Первым сыном Фернандо Альфонсо де Кордовы был Гонсало Фернандес де Кордова (? — 1384), получивший сеньорию де Агилар-де-ла-Фронтера от короля Кастилии Энрике II. Его сменил Альфонсо Фернандес де Кордоба II (? — 1424), который участвовал в военных действиях на границе.
Альфонсо Фернандес де Кордова IV (1447—1501), глава дома де Кордова, был более известен как Алонсо де Агилар и назывался «Эль Гранде» (Великий). Он сыграл важную роль в завершающих этапах завоевания Гранадского эмирата. Ему был пожалован город Каркабуэй и деревня Санта-Крус. Брат Алонсо, Гонсало Фернандес де Кордова, получил титул герцога Терранова и прозвище «Гран-капитан» (Великий капитан) за его служение в бою и за его большие способности в организации и модернизации армии католических монархов, Фердинанда Арагонского и Изабеллы Кастильской.

## Семья
Педро Фернандес де Кордова и Агилар Пачеко родился в 1470 году в городе Агилар-де-ла-Фронтера, Кордова, Испания. Его отцом был Альфонсо Фернандес де Кордова, а матерью — Каталина Пачеко, дочь Хуана Пачеко, 1-го маркиза де Вильена. Его воспитывал Петр Мартир д’Ангиера (1457—1526), гуманист. Педро женился на Эльвире Энрикес и Луны, дочери Энрике Энрикеса де Киньонеса (? — 1504), сеньора де Орса, и Марии де Луны и Айяла (? — 1530), праправнучке адмирала Кастилии Алонсо Энрикеса (1354—1429). Теткой его жены была королева Арагона Хуана Энрикес, мать Фердинанда II Католика. Его первым ребенком был мальчик, который умер во время родов. Остальные дети были девочками.
- Каталина (1495—1569), 2-я маркиза де Прьего, унаследовавшая отцовский титул, вышла замуж за Лоренцо Суареса де Фигероа Гарсия де Толедо (1505—1528)[3].
- Мария (1497—1560), супруг — Педро Давила и Суньига, 3-й граф де Риско и 1-й маркиз Лас-Навас (1492—1567).
- Эльвира (? — 1539), супруг — Педро Фернандес Манрике, 4-й граф де Осорно (? — 1569).
- Тереза (? — 1575), монахиня
- Изабелла, аббатиса Санта-Клары в Монтилье
- Мария, монахиня
- Анхела, монахиня
- Хуана, монахиня[4].

## Карьера

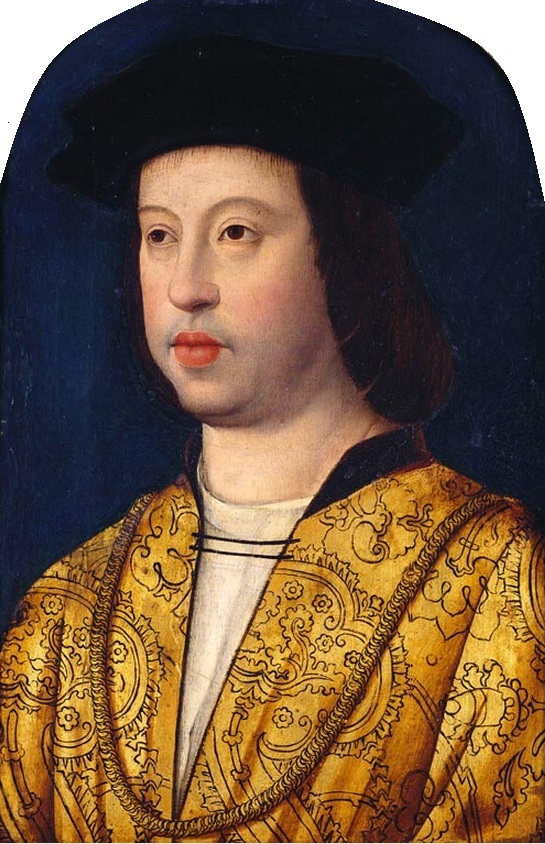
Фердинанд II Арагонский, двоюродный брат Эльвиры Энрикес и Луны, жены Педро

### Раннее процветание
Педро сопровождал своего отца во время Гранадской войны и видел, как он погиб в 1501 году во время восстания морисков в Альпухаррах. Он сменил своего отца как 9-й сеньор де Каньете, 7-й сеньор де Прьего, Агилар-де-ла-Фронтера, Пуэнте-де-Дон-Гонсало, Монтурке, Кастильо-Анзур и Монтилья, а также 2-й сеньор де Каркабуэй и Санта-Крус. В декабре 1501 года, в качестве посмертной памяти его отцу, католические монархи возвели его владения в ранг маркиза де Прьего. Они дали ему титул 1-го маркиза де Прьего и грант на 300 000 мараведи. Он занимал должности главного алькальда (Главный судья) и главного альгвазила (начальник юстиции) Кордовы, главного алькальда Антекеры, алькаида (губернатора) Алькасар христианских королей, Антекеры и Алькала-ла-Реаль.
Одним из первых действий маркиза де Прьего было заключение оборонительного союза с Диего де Десой, архиепископом Севильи, герцогом Медина-Сидонии, графом Кабра и графом Уренья. Угрозы не были названы, но ясно, что пакт должен был защитить их привилегии от двух новых инструментов, созданных католическими королями, corregimientos и inquisition.
В 1500 году Монтальбан был собственностью доньи Беатрис Де Монтемайор и её мужа Фернана Яньеса де Бадахоса (главного алькальда Эсихи). Поместье обезлюдело, и они решили превратить землю в пастбище. Новый маркиз де Прьего считал, что Монтальбан находится в пределах его юрисдикции и имеет стратегическое значение для его сеньории де Агилар в спорном регионе, граничащем с Ла-Рамблой. Маркиз де прьего и его двоюродные братья Монтемайоры были в то время в плохих отношениях, поэтому он устроил другого родственника, алькальда де лос Донселес, чтобы купить замок и город Монтальбан. Продажа была совершена по огромной цене в три миллиона мараведи, а права на Монтальбан были переданы маркизу Прьего в 1503 году. Он поручил своему слуге Луису Альваресу раздать сельскохозяйственные угодья и виноградники переселенцам, и в течение сорока лет население составляло более 500 семей.

### Сопротивление королю
Смерть королевы Изабеллы Католички в 1504 году вызвала растущую поддержку в Кастилии фракции её зятя Филиппа Красивого (1478—1506), который хотел помешать Фердинанду II Арагонскому провозгласить себя королем Кастилии в обход прав его дочери Хуаны Безумной. Маркиз де Прьего присоединился к фракции, выступавшей против Фердинанда, и стал её лидером в Кордове. Ему противостоял алькаид де лос Донселес, Диего Фернандес де Кордоба и Мендоса (? — 1525), 3-й граф де Кабра. Маркиз де Прьего вступил в союз с Хуаном Альфонсо Пересом де Гусманом, 3-м герцогом Медина-Сидония, Хуаном Тельес-Хироном, 2-м графом Уренья и маркизом Кадисом, чтобы поддерживать мир во всей Андалусии и держать регион на стороне королевы Хуаны.
Ситуация была нестабильной, и захват должностей соперничающими сторонниками маркиза Прьего и графа Кабра едва не вызвал серьезное противостояние в городе в 1506 году. При поддержке Филиппа Красивого фракция маркиза Прьего одержала победу. В 1507 году народ восстал против жестокого инквизитора Диего Родригеса де Лусеро, якобы поощряемого Прьего. В 1507 году Фердинанд назначил коррехидораса расследовать и разрешить спор между населением Кордовы и инквизицией. Маркиз де прьего был отстранен с поста Alguacil mayor одним из коррехидоров, но был восстановлен в должности к июню 1508 года. Король послал Фернандо Лопеса де Кордову для расследования, и маркиз Прьего заключил его в тюрьму в Монтилье на том основании, что он не был назначен королевой Хуаной. Нескольким высокопоставленным членам кастильской аристократии пришлось защищать Прьего перед королем.

## Судебный процесс и последствия

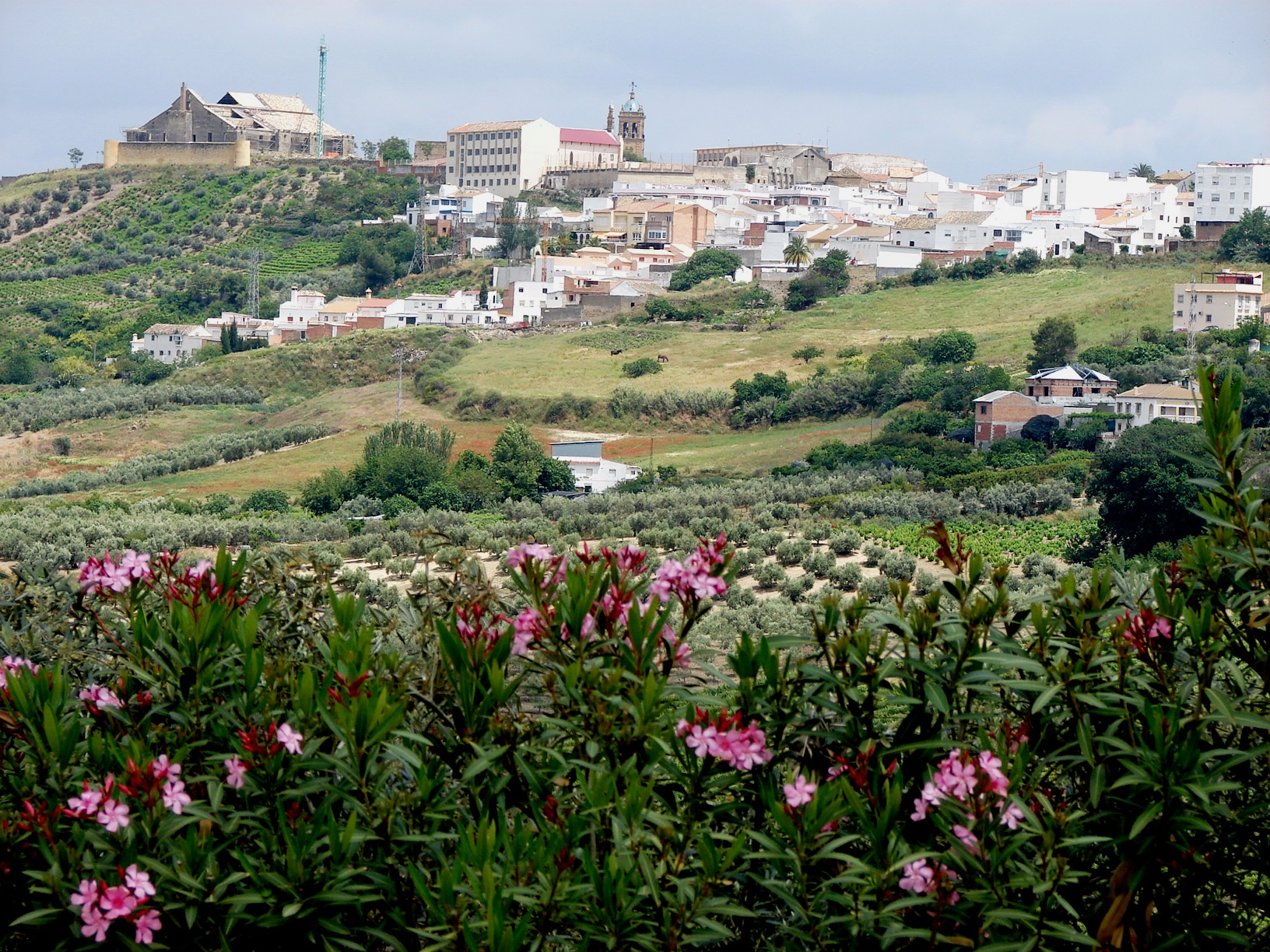
Монтилья в 2008 году. Большое здание на холме слева - это Alhorí de Montilla, построенное на руинах замка.

Когда дядя маркиза Прьего, Гонсало Фернандес де Кордова (Великий Капитан), сообщил, как рассердился король, маркиз решил просить его дело перед королем. Он прибыл в Толедо в сентябре 1508 года. Фердинанд Католик не хотел говорить с ним, пока он не сдаст свои крепости. Король отстранил его от должности, конфисковал его имущество, приказал уничтожить его замок в Монтилье и оштрафовал его на 20 миллионов мараведи. Его отправили обратно в Кордову, где судили за измену родине. Маркиз де Прьего был признан виновным в измене родине и приговорен к смертной казни, но приговор был заменен ссылкой в королевство Валенсия.
Маркиз де Прьего был прощен в 1510 году, и его должности и владения были восстановлены за ним. После помилования он жил в уединении до самой своей смерти. Педро Фернандес де Кордоба и Агилар Пачеко скончался 24 января 1517 года в Олиас-дель-Рей, Толедо. Его останки находятся в монастыре Сан-Лоренцо-Де-Ла-Орден-де-Сан-Франсиско, в Монтилье, Кордова.